# Magazine
Magazine ist eine britische Post-Punk-Band, die 1977 vom Ex-Buzzcocks-Sänger Howard Devoto gegründet worden ist.

## Bandgeschichte
Howard Devoto hatte die Buzzcocks im Februar 1977 in der Absicht verlassen, sein Studium zu beenden. Die etwa zeitgleich veröffentlichten Alben Low von David Bowie und The Idiot von Iggy Pop veranlassten ihn jedoch dazu, eine neue Band zu gründen, die sich vom Punkrock abgrenzen und seine poetischen Texte eher zur Geltung bringen sollte. Er lernte im April den Gitarristen und Kunststudenten John McGeoch kennen und begann mit der Arbeit an neuen Songs. Im Sommer suchte er über eine Anzeige im Virgin Record Store in Manchester nach Musikern für die neue Band. Er fand sie mit Barry Adamson am Bass, Martin Jackson am Schlagzeug und Bob Dickinson an den Keyboards. Das erste Magazine-Konzert fand am 28. Oktober 1977 im Rafters in Manchester statt. In ersten Interviews grenzte Devoto die Band klar von dem ab, was Punk zu dieser Zeit ausmachte, und hatte mit Paul Morley vom NME auch einen ersten Befürworter in der damals auf Punk fokussierten Musikpresse. Ende 1977 unterschrieb die Band einen Vertrag bei Virgin Records, was den Melody Maker veranlasste, Devoto als „Mann für '78“ eine Titelseite zu widmen. Der eher an Klassik und Art-Rock interessierte Dickinson hatte zu diesem Zeitpunkt die Band bereits wieder verlassen, so dass die erste Single Shot by Both Sides, mit einem noch von Pete Shelley geschriebenen Gitarrenriff, nur in einer Viererbesetzung aufgenommen wurde. Die Single schaffte es Im Februar 1978 in die britischen Charts. Magazine wurden zu Top of the Pops eingeladen, was damals einen kommerziellen Erfolg erleichtern konnte. Der Auftritt, bei dem Devoto weiß geschminkt war und das Ende des Stücks nicht zum Playback sang, führte dazu, dass die Single nach der Ausstrahlung am 16. Februar in den Charts nicht stieg, sondern abfiel.
Als Ersatz für Robert Dickinson stieß der Keyboarder Dave Formula erst 1978 rechtzeitig für das erste Album Real Life dazu. Während der Tournee für das Album verließ Martin Jackson im Juli 1978 die Band und wurde für einige Auftritte von Paul Spencer ersetzt. In dieser Besetzung spielten Magazine ihren Auftritt bei der britischen Fernsehsendung The Old Grey Whistle Test. Mit dem im Oktober zur Band gestoßenen neuen Schlagzeuger John Doyle wurde die Tournee für Real Life beendet und 1979 das von Colin Thurston produzierte zweite Magazine-Album Secondhand Daylight aufgenommen. Der Klang der Band wurde experimenteller, keyboadlastiger und insgesamt etwas glatter. Eine Entwicklung, die seitens der Musikpresse eher abgelehnt und als Prog kritisiert wurde. Die Bandmitglieder widmeten sich danach anderen Projekten; McGeoch half 1979 als Gitarrist bei Siouxsie and the Banshees und bei Visage aus, Adamson und Formula waren zu dieser Zeit bereits feste Bandmitglieder bei Visage.
Anfang 1980 folgte das von Martin Hannett produzierte Album The Correct Use of Soap, das sich in den englischen Charts bis Platz 54 hocharbeitete und den letzten größeren Erfolg von Magazine darstellte. McGeoch wechselte ganz zu Siouxsie and the Banshees. Sein Nachfolger an der Gitarre wurde Robin Simon, der 1979 Ultravox verlassen hatte. Nach einer internationalen Tournee Ende des Jahres stieg er wieder aus und Bob Mandelson übernahm seinen Part. In dieser Besetzung nahmen Magazine Anfang 1981 ihr für lange Zeit letztes Album Magic, Murder and the Weather auf. Im Mai 1981 verließ Sänger Devoto die Band, um sich Solo-Projekten zu widmen. Die Band löste sich daraufhin komplett auf.
Im Juli 2008 wurde bekannt, dass Magazine im Februar 2009 für zwei Konzerte in London, Manchester und Glasgow wieder gemeinsam auftreten wollen. Wegen des großen Interesses seitens der Fans und der Presse wurde der Tourneeplan aber um mehrere sehr erfolgreiche Konzerte und TV-Auftritte erweitert. Magazine und Dave Formula werden derzeit vom Londoner Label wire-sound betreut. Im Oktober 2011 veröffentlichte die Band mit Norman Fisher-Jones alias Noko an der Gitarre und Jonathan „Stan“ White am Bass das Album No Thyself, an dessen erstem Titel auch Pete Shelley mitschrieb. Seit der Veröffentlichung des Albums ist Magazine inaktiv.

## Stil
Magazine zeichnete sich als eine der ersten Bands durch hohe Experimentierfreudigkeit aus, die später typisch für den Post-Punk werden sollte. Sie kombinierten die Energie und Wut des Punks mit poetischeren Texten und den für damalige Punk-Verhältnisse ungewohnten Einsatz von Keyboards. Musikalisch bewegte sich Magazine zwischen schroffen Akkordwechseln und düsteren, aber atmosphärischen Klanglandschaften.

## Coverversionen
Die Songs von Magazine wurden von mehreren namhaften Künstlern gecovert: A Song From Under The Floorboard von den Simple Minds und von Morrissey, Shot by Both Sides von Radiohead und Jarvis Cocker sowie The Light Pours out of me von Ministry, The Mission und Peter Murphy.

## Diskografie
Alle Aufnahmen sind bei Virgin erschienen.

### Alben
| Jahr | Titel                         | Höchstplatzierung, Gesamtwochen, AuszeichnungChartsChartplatzierungen (Jahr, Titel, Platzierungen, Wochen, Auszeichnungen, Anmerkungen) | Anmerkungen                 |
| Jahr | Titel                         | UK | Anmerkungen                 |
| ---- | ----------------------------- | --- | --------------------------- |
| 1978 | Real Life                     | UK29 (8 Wo.)UK | Wiederveröffentlichung 2007 |
| 1979 | Secondhand Daylight           | UK38 (8 Wo.)UK | Wiederveröffentlichung 2007 |
| 1980 | The Correct Use of Soap       | UK28 (4 Wo.)UK | Wiederveröffentlichung 2007 |
| 1981 | Magic, Murder and the Weather | UK39 (3 Wo.)UK | Wiederveröffentlichung 2007 |

Weitere Veröffentlichungen
- 1980: An Alternative Use Of Soap (USA Edition, mit 2 anderen Titeln)
- 2011: No Thyself

### Livealben
| Jahr | Titel | Höchstplatzierung, Gesamtwochen, AuszeichnungChartsChartplatzierungen (Jahr, Titel, Platzierungen, Wochen, Auszeichnungen, Anmerkungen) | Anmerkungen                 |
| Jahr | Titel | UK | Anmerkungen                 |
| ---- | ----- | --- | --------------------------- |
| 1980 | Play  | UK69 (1 Wo.)UK | Wiederveröffentlichung 2009 |

Weitere Veröffentlichungen
- 1993: BBC Radio 1 in Concert
- 2009: Real Life & Thereafter
- 2009: Live And Intermittent (Restored And Remastered) (08.79 + 09.79 + 09.80)

### Kompilationen
- 1982: After The Fact
- 1987: Rays and Hail 1978–1981: The Best of Magazine
- 1991: Scree – Rarities 1978–1981
- 2000: Where the Power Is
- 2000: Maybe It’s Right to Be Nervous Now
- 2008: The Complete John Peel Sessions
- 2009: Touch & Go: Anthology 02. 78–06. 81

### Singles
| Jahr | Titel Album                  | Höchstplatzierung, Gesamtwochen, AuszeichnungChartsChartplatzierungen (Jahr, Titel, Album, Platzierungen, Wochen, Auszeichnungen, Anmerkungen) | Anmerkungen                                                                                       |
| Jahr | Titel Album                  | UK | Anmerkungen                                                                                       |
| ---- | ---------------------------- | --- | ------------------------------------------------------------------------------------------------- |
| 1978 | Shot By Both Sides Real Life | UK41 (4 Wo.)UK | B-Seite: My Mind Ain’t So Open                                                                    |
| 1980 | Sweetheart Contract          | UK54 (3 Wo.)UK | EP Sweetheart Contract, Feed The Enemy, (live) Twenty Years Ago (live), Shot By Both Sides (live) |

Weitere Veröffentlichungen
- 1978: Touch and Go / Goldfinger
- 1978: Give Me Everything / I Love You You Big Dummy
- 1979: Rhythm of Cruelty / TV Baby
- 1980: A Song From Under The Floorboards / Twenty Years Ago
- 1980: Thank You (Falettinme Be Mice Elf Agin) / The Book
- 1980: Upside Down / The Light Pours Out Of Me
- 1981: About The Weather / In The Dark / The Operative
- 2011: Hello Mr Curtis

### Videoalben
- 1989: Magazine
- 2009: Real Life & Thereafter